# Liga Srpska de Belgrado
Srpska Liga Belgrado es una sección de la Liga Srpska, Serbia la tercera liga de fútbol. Equipos de Belgrado se encuentran en esta sección de la liga. Las otras secciones son Srpska Liga Oriental, Liga Occidental Srpska, y Srpska Liga Vojvodina. 

## Campeones
| Temp.   | Campeón             | Subcampeón         |
| ------- | ------------------- | ------------------ |
| 2006/07 | Hajduk Beograd      | Kolubara           |
| 2007/08 | Kolubara            | Radnički Obrenovac |
| 2008/09 | Zemun               | Teleoptik          |
| 2009/10 | BASK                | Radnički Obrenovac |
| 2010/11 | Mladenovac          | Srem Jakovo        |
| 2011/12 | Voždovac            | Radnički Obrenovac |
| 2012/13 | Sindelic Beograd    | Radnički Obrenovac |
| 2013/14 | Kolubara            | Zarkovo            |
| 2014/15 | Zemun               | Teleoptik          |
| 2015/16 | Budućnost Dobanovci | Teleoptik          |
| 2016/17 | Teleoptik           | BSK Batajnica      |

## Srpska Beograd equipos de la Liga 10/11
- FK Beograd
- FK Dorćol
- FK Resnik
- OFK Mladenovac
- PKB Padinska Skela
- FK Palilulac
- FK Grafičar Beograd
- FK Radnički Obrenovac
- FK Sinđelić Beograd
- FK Sopot
- FK Srem Beograd
- FK Šumadija Jagnjilo
- FK Hajduk Beograd
- FK Kovačevac
- FK Železničar Beograd
- FK Voždovac
- FK Balkan Bukovica
- FK Žarkovo

- Datos: Q1506296